# ごごドラ
『ごごドラ』（ごごどら）とは2008年1月7日から仙台放送にて放送されていたドラマ再放送枠の名称。
2005年10月3日に『ドラマα』としてスタート。
2013年9月30日より『イッキ見!!ドラマ!』となった。

## 概要
仙台放送が『スーパーニュース』の17時台枠をネット開始に伴い、それまで放送されていた『ヨジテレビ!』の17時台ドラマ再放送枠『ヨジテレビ!ドラマ』が終了したため、急遽14・15時台にドラマ再放送枠を設置した。なお『ヨジテレビ!』が終了してからは16時台にも放送されたが、『情報ライブMovin'』が2008年6月27日をもって終了するため6月30日から再び放送開始し、14・15時台には『ごごプレミアム』を設置したが、2008年12月12日に終了した。
2013年4月1日より、平日15時台は『ごごバラ』としてバラエティ番組が放送開始された。

## 放送時間・放送リスト
2013年4月1日〜
月〜金曜日 15:57 - 16:50（日本時間、53分）

### 過去の放送時間・番組(2012年1月5日以降)
2012年1月5日〜2012年3月30日

- 14時台 月〜金曜日 14:05 - 15:00（日本時間、55分）

- 15時台 月〜金曜日 15:00 - 15:55（日本時間、55分）

- 16時台 月〜金曜日 16:00 - 16:53（日本時間、53分）

- フジテレビ放送の再放送番組ネットよる特別編成
上記の15時台・16時台の編成とは異なる形で、2012年2月20日〜2012年3月19日の毎週月曜日はラッキーセブンを放送した。
その場合、16時台の放送時間が15:59-16:53になり、前番組後の16時台の再放送はステブレレスで開始になる。
通常、ごごドラ枠ではデータ放送未対応だが、本枠ではネット受けした放送だったため、データ放送にも対応した。

2012年4月2日〜10月9日
月〜金曜日 15:57 - 16:50（日本時間、53分）
2012年10月10日〜12月27日
月〜金曜日 15:52 - 16:48（日本時間、56分）
2013年1月7日〜3月28日
月〜金曜日 15:52 - 16:48（日本時間、56分）

## 関連番組
- 午後のワイド劇場（東日本放送）
- ティータイムドラマ（東北放送）
- ドラマどきっ!（東北放送）